# Omphalophana durnalayana
Omphalophana durnalayana là một loài bướm đêm thuộc họ Noctuidae. Nó được tìm thấy ở Thổ Nhĩ Kỳ và Iraq.
Con trưởng thành bay vào tháng 4 và từ tháng 6 đến tháng 8.